# Сирбиладзе, Иракли
Иракли Сирбиладзе (груз. ირაკლი სირბილაძე; 27 сентября 1982, Тбилиси, Грузинская ССР, СССР) — грузинский футболист, нападающий.

## Карьера игрока
Иракли начал свою карьеру в 2001 году, дебютировав за тбилисский футбольный клуб «Локомотив». В период с 2001 по 2009 выступал за такие клубы грузинского чемпионата, как «Динамо», «Олимпи Рустави», «Норчи Динамоэли», «Спартак-Цхинвали» и «Сиони». В 2009 году переехал играть в Финляндию, где выступает по сей день.

## Карьера в сборной
На данный момент Иракли провел 5 матчей за сборную Грузии, дебютировав в 2012 году.

## Достижения
- Игрок года Юккёнен: 2010
- Лучший бомбардир Юккёнен: 2010
- Лучший бомбардир Вейккауслиига: 2012